# Aaron Jakubenko
Aaron Jakubenko (* 8. Dezember 1988 in Melbourne, Victoria) ist ein australischer Schauspieler. Er übernahm 2013 in der Fernsehserie Spartacus und 2016 in der Fernsehserie Das römische Reich Darstellungen von historisch antiken Charakteren. Einem breiten Publikum wurde er durch verschiedene Charakterrollen in Nachbarn zwischen 2009 und 2013 und der Rolle des Elfenkönigs Ander Elessedil in The Shannara Chronicles von 2016 bis 2017 bekannt.

## Leben
Jakubenko wurde am 8. Dezember 1988 in Melbourne geboren. Er hat eine Schwester und einen Bruder. 2009 debütierte er in zwei Episoden der Fernsehserie Nachbarn in der Rolle des Rhys Sutton als Schauspieler. 2011 durfte er in einer Episode derselben Serie die Rolle des Brad Bain übernehmen. 2012 war er in 7 Episoden der Fernsehserie Conspiracy 365 als Yuri zu sehen. 2013 verkörperte er mit Robbo Slade seine dritte Charakterrolle innerhalb der Fernsehserie Nachbarn. Er verkörperte diese Rolle in 28 Episoden und außerdem in 3 Episoden des Spin-Offs Neighbours vs. Zombies. 2013 stellte er außerdem die Rolle des Sabinus in vier Episoden der Fernsehserie Spartacus dar. Dazu folgten verschiedene Besetzungen in Kurz- und Spielfilmen.
2016 war er in sechs Episoden der Fernsehserie Das römische Reich in der Rolle des Commodus zu sehen. Ab demselben Jahr bis einschließlich 2017 verkörperte er die Rolle des Ander Elessedil in 20 Episoden der Fernsehserie The Shannara Chronicles. Dort wird er als ursprünglich Dritter der Thronfolge am Ende der ersten Staffel aufgrund der Tode seiner Brüder zum König der Elfen gekrönt. Nachdem die Serie eingestellt worden war, wirkte er 2018 in der Rolle des Augie McTeer in der Fernsehserie Tidelands mit.

## Filmografie
- 2009: Nachbarn (Neighbours) (Fernsehserie, 2 Episoden)
- 2010: The Ballad of Des & Mo
- 2011: Underbelly Files: The Man Who Got Away (Fernsehfilm)
- 2011: Nachbarn (Fernsehserie, Episode 1x6121)
- 2012: Australia on Trial (Fernsehserie, Episode 1x01)
- 2012: Conspiracy 365 (Fernsehserie, 7 Episoden)
- 2012: Tower of Ablutions (Kurzfilm)
- 2013: Spartacus (Fernsehserie, 4 Episoden)
- 2013: Blinder
- 2013: Nachbarn (Neighbours) (Fernsehserie, 28 Episoden)
- 2013: Goldie (Kurzfilm)
- 2014: The Doctor Blake Mysteries (Fernsehserie, Episode 2x10)
- 2014: Neighbours vs. Zombies (Mini-Serie, 3 Episoden)
- 2014: Transaction (Kurzfilm)
- 2016: Spirit of the Game
- 2016: Das römische Reich (Roman Empire) (Fernsehserie, 6 Episoden)
- 2016–2017: The Shannara Chronicles (Fernsehserie, 20 Episoden)
- 2017: A Man for Every Month (Fernsehfilm)
- 2018: Tidelands (Fernsehserie, 8 Episoden)
- 2021: Great White
- 2021: Paltrocast with Darren Paltrowitz (Fernsehserie)